# Hemidactylus persicus
Hemidactylus persicus este o specie de șopârle din genul Hemidactylus, familia Gekkonidae, descrisă de William Russell Anderson în anul 1872. Conform Catalogue of Life specia Hemidactylus persicus nu are subspecii cunoscute.